# Rost van Tonningen
Rost van Tonningen is een Nederlands patriciërsgeslacht.
Stamvader van het geslacht is Jacob Rost van Tonningen (Den Haag, 1753 - Nijmegen, 1826). Hij is in Den Haag geboren als buitenechtelijke zoon van de juweliersdochter Maria Barbara van Tonningen (Delft, 1717- aldaar 1791) en volgens haar verklaring van de huisknecht Jacob Rost, die voor de geboorte van zijn zoon Jacob is overleden. Haar verklaring werd bevestigd door een goede vriend Benjamin van Brakel. Jacob Rost van Tonningen vestigde zich als notaris te Zierikzee. Uit zijn huwelijk met Anna van der Hucht werden tien kinderen geboren. Twee zoons Jan Christiaan (militair) en Marinus Bernardus (jurist) zijn de stamvaders van twee familietakken. De eerste tak is uitgestorven in 1934. Diverse van hun nazaten maakten gedurende de 19e eeuw carrière als bestuurder, jurist of militair.

## Leden
- Jacob Rost van Tonningen (1753-1826) - notaris en procureur, wethouder van Zierikzee
  -  Marinus Bernardus Rost van Tonningen (1789-1842) - advocaat en procureur, rechter
    -  Nicolaas Albertus Rost van Tonningen (1819-1878) - onder meer gezaghebber van Sint Eustatius
      -  Marinus Bernardus Rost van Tonningen (1852-1927) - KNIL-generaal
        - Nico Rost van Tonningen (1889-1979) - vice-admiraal en chef van het militaire huis van Koningin Wilhelmina en Koningin Juliana
        -  Meinoud Rost van Tonningen (1894-1945) - NSB-voorman, getrouwd met Florrie Rost van Tonningen-Heubel (1914-2007), bijgenaamd de Zwarte weduwe
          - Grimbert Rost van Tonningen (1941-2018) - publicist
          - Egbert (Ebbe) Rost van Tonningen (1943) - achtereenvolgens fractievoorzitter van Beter de Bilt in de gemeenteraad van De Bilt en wethouder aldaar
          -  Herre Rost van Tonningen (1945)
            -  Floris Rost van Tonningen (1977) - internetondernemer

## Wapen
Het doorsneden schild bevat in het bovenste gedeelte een zwarte keper met drie groene klaverbladen en in het onderste gedeelte een zwarte zeeton, die drijft in blauw water.